# Ralph Schicha
Ralph Schicha (* 2. Oktober 1950 in Moers am Niederrhein) ist ein deutscher Schauspieler und Synchronsprecher.

## Leben
Ralph Schicha legte 1969 am Gymnasium Adolfinum Moers sein Abitur ab. Schon während seiner Schulzeit arbeitete er mit Holk Freytag, dem späteren Gründungsintendanten des Moerser Schlosstheaters, zusammen. Mit 23 Jahren erhielt er einen Plattenvertrag bei RCA Records. Nach dem Studium der Psychologie, das Schicha mit einer Promotion abschloss, wurde er zunächst in München, dann in den USA, an der Universität von Stanford, zum Schauspieler ausgebildet. Seine ersten Auftritte vor Publikum hatte er an englischsprachigen Theatern und Kabarettbühnen. Von 1971 bis 1977 war er an der Schwabinger Kleinkunstbühne Kekk engagiert, woran sich zahlreiche Tourneen anschlossen. Schicha arbeitete vielfach im Ausland, unter anderem in Australien. 1974 und 1977 veröffentlichte er zwei Langspielplatten mit eigenen Chansons.
Ab Anfang der 1980er-Jahre erfolgten Auftritte in Film und Fernsehen. In der ZDF-Fernsehserie Unser Charly war er von 1995 bis 1998 in einer Hauptrolle als Dr. Philipp Martin zu sehen, ehe seine Figur den Serientod starb. Eine weitere Hauptrolle folgte von 1999 bis 2001 in Nesthocker – Familie zu verschenken, ebenfalls eine ZDF-Vorabendserie. Von Herbst 2005 bis Dezember 2008 spielte Ralph Schicha die durchgängige Hauptrolle Tobias Becker in der Telenovela Wege zum Glück. Im russischen Fernsehen trat er 2008 in We Are From Future auf. 2011 übernahm er wieder eine durchgehende Hauptrolle in der Fernsehserie Herzflimmern – Die Klinik am See, in der er jedoch nur die ersten zehn Folgen zu sehen war und dann nur noch vereinzelt Auftritte hatte. In Folge 127 war sein letzter Auftritt. 2012 spielte er in 33 Folgen der ARD-Telenovela Sturm der Liebe mit, 2022 war er erneut in der Serie zu sehen. 
Gelegentlich ist Schicha auch in der Synchronisation tätig, 2013 war er der Synchronsprecher von Arnold Schwarzenegger in dem Film Escape Plan. 2015 synchronisierte er Tchéky Karyo in The Missing. 2018 synchronisierte Schicha Barry Bostwick im Film Die Unglaublichen 2.
Er ist der Bruder des Medienwissenschaftlers Christian Schicha. Er lebt in München und betreibt eine Praxis für Hypnosetherapie und Coachings.

## Filmografie

### Kinofilme
- 1982: Hölle der Gewalt (Hostage); Regie: Frank Shields
- 1985: Loft – Die neue Saat der Gewalt; Regie: Eckhart Schmidt
- 1986: Moviestar; Regie: Markus Imboden
- 1987: Fürchten und Lieben (Paura E Amore); Regie: Margarethe von Trotta
- 1990: Freispiel; Regie: Friedemann Fromm
- 1995: Dizzy, lieber Dizzy; Regie: Steffi Kammermeier
- 1995: Vendetta; Regie: Mikael Håfström
- 2004: Trauma; Regie: Daniel Drechsel-Grau
- 2006: Spurenleser; Regie: Andrej Maljukow
- 2013: Escape Plan; Regie: Mikael Håfström
- 2022: Triangle of Sadness
- 2024: Die Ermittlung

### Fernsehserien (Auswahl)
- 1981: Tatort: Im Fadenkreuz
- 1987: Rausch der Verwandlung
- 1988: Due Fratelli – Skandal in Verona
- 1990 und 2015: SOKO 5113
- 1992: Tatort: Tod eines Wachmanns
- 1992: Happy Holiday
- 1993: Sylter Geschichten
- 1995–1998: Unser Charly
- 1995: Rosamunde Pilcher – Lichterspiele
- 1995: Glückliche Reise – Phuket
- 1999–2001: Nesthocker – Familie zu verschenken
- 2000 und 2004: Ein Fall für zwei
- 2003: Rufer, der Wolf
- 2003: Alphateam – Die Lebensretter im OP (Folge 8x15)
- 2005: Der Alte – Tödliches Schweigen
- 2007: Siska – Seele im Nebel
- 2005–2009: Wege zum Glück
- 2011: Herzflimmern – Die Klinik am See (1–8, 27–30, 98–127)
- 2012: Sturm der Liebe – Hans Burger (1528–1552, 1590–1599)
- 2012: Notruf Hafenkante – Die Tangotänzerin
- 2015: Die Rosenheim-Cops – Ein letztes Bier
- 2017: Aktenzeichen XY … ungelöst
- 2022: Sturm der Liebe – Heinrich von Thalheim (3768–3773)
- 2022: Aktenzeichen XY … ungelöst

### Synchronrollen
- seit 2022: House of the Dragon für Nicholas Jones als Lord Bartimos Celtigar